# Renversement (aviation)
Pour les articles homonymes, voir Renversement.
 (décembre 2022).
Si vous disposez d'ouvrages ou d'articles de référence ou si vous connaissez des sites web de qualité traitant du thème abordé ici, merci de compléter l'article en donnant les références utiles à sa vérifiabilité et en les liant à la section « Notes et références ».

Représentation d'un renversement en utilisant la notation Aresti.

Le renversement  est une figure de voltige aérienne.
Il consiste en une mise à la verticale de l'appareil par un quart de boucle cadencé, puis, à l'arrêt, d'une rotation de 180° autour de l'axe de lacet pour redescendre verticalement et ressortir par un quart de boucle.

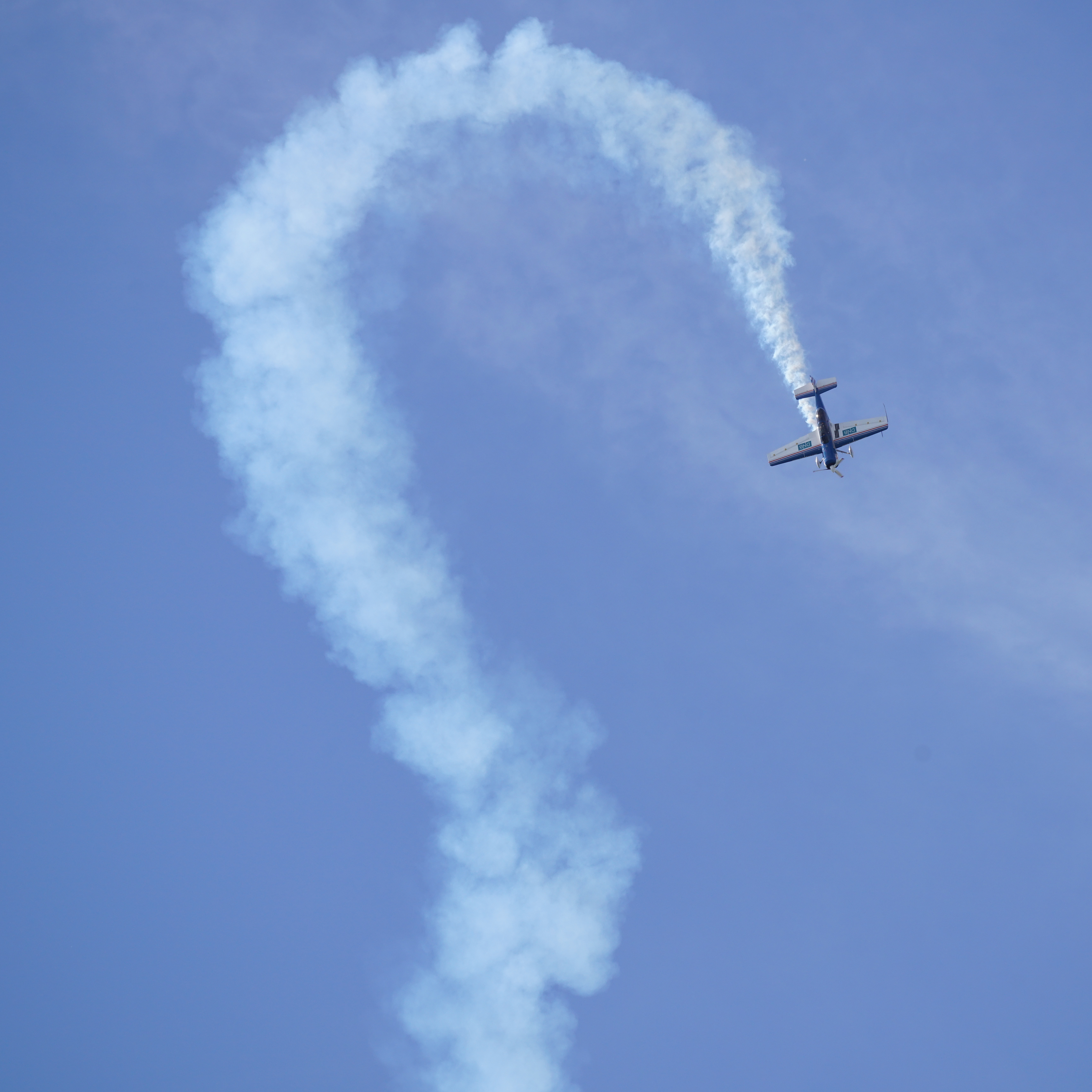
Un Sukhoi Su-29 effectue un renversement au meeting aérien d'Uppsala en 2018.